# Hemileuca

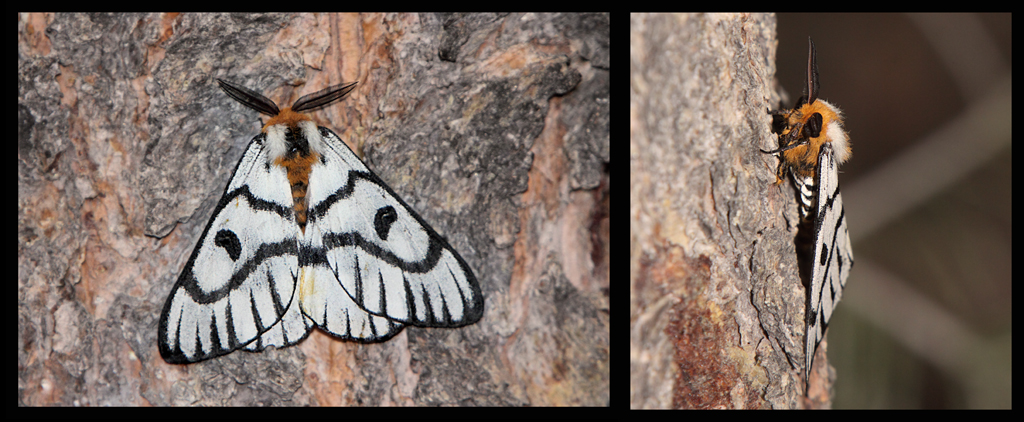
Hemileuca hera von oben und von der Seite

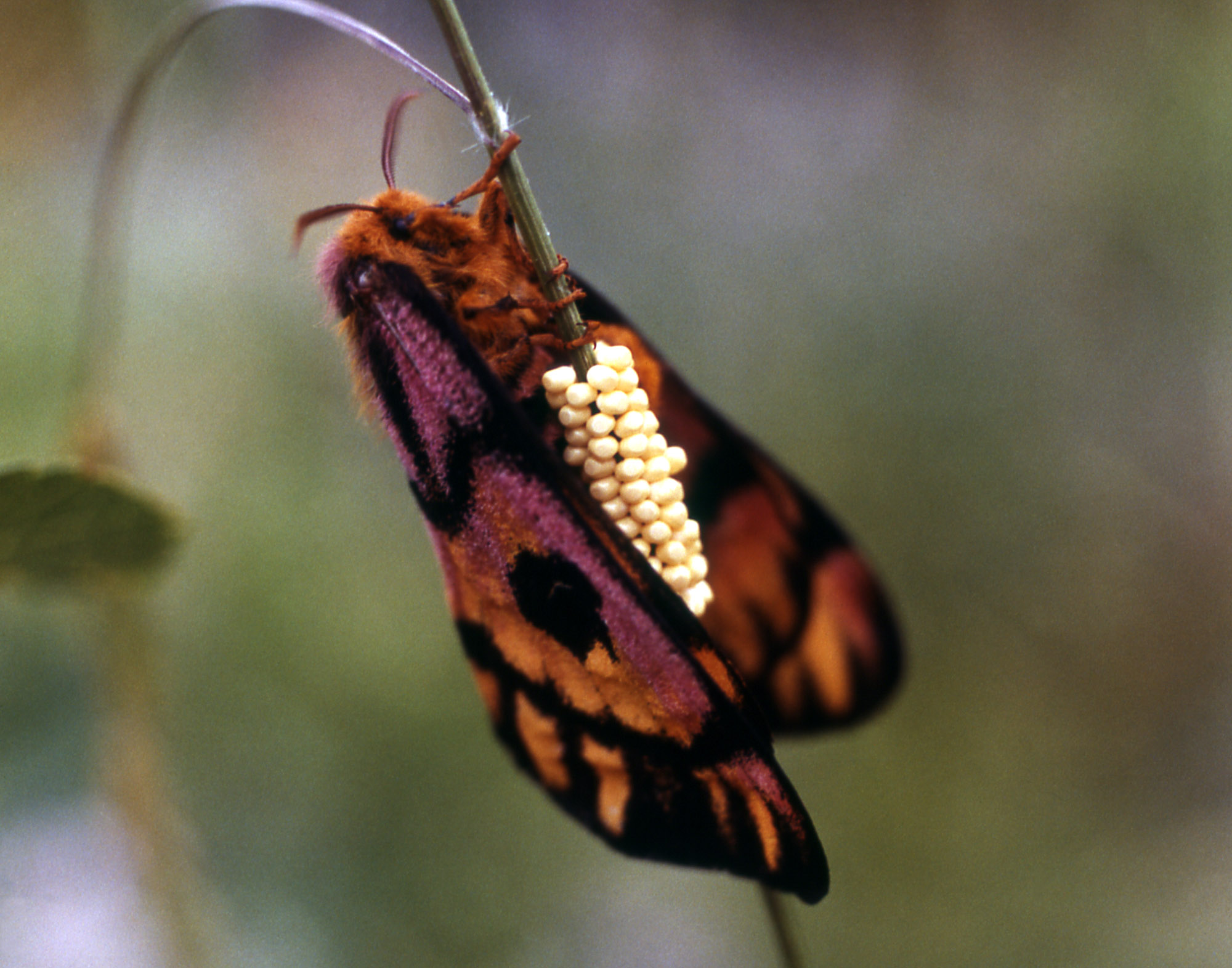
Hemileuca eglanterina bei der Eiablage

Hemileuca ist eine Gattung der Schmetterlinge aus der Familie der Pfauenspinner (Saturniidae). „The Global Lepidoptera Names Index“ des Natural History Museum listet für die Gattung 27 Arten, die ihre Verbreitung in Nordamerika haben. Die Falter sind aufgrund ihrer variablen Färbung und Flügelmusterung und ihrer ungewöhnlichen Lebensweise, die eine Anpassung an die heißen und trockenen Lebensräume bilden, bei Schmetterlingssammlern sehr beliebt. Die meisten Falter fliegen im Sommer und Herbst. Die Eier werden in ringförmigen Gelegen an Stängel oder Äste der Raupennahrungspflanzen angelegt und überwintern, was ungewöhnlich für Pfauenspinner ist. Dadurch können sich die Raupen jedoch noch vor dem heißen Sommer des darauffolgenden Jahres bis zur Verpuppung entwickeln, sodass die Falter im kühleren Spätsommer und Herbst schlüpfen. Die Brennhaare der Raupen verursachen bei Berührung einen von einem Tag bis zu mehr als eine Woche andauernden Ausschlag. In günstigen Jahren können die Raupen in Massen auftreten.

## Merkmale
Die Falter sind kräftig gefärbt, in Schattierungen von Weiß, Schwarz, Gelb und Rot, und sind in ihrer Erscheinung auch innerhalb einer Art sehr variabel. Bei vielen Arten ist das Hinterleibsende rot gefärbt, was möglicherweise der Warnung von Fressfeinden dient. Bei anderen Arten ist es gelb und schwarz beringt. Die Fühler der Männchen sind einfach gefiedert. Bei allen anderen Arten innerhalb der Unterfamilie sind sie doppelt gefiedert, wie auch bei den meisten Arten der Familie der Pfauenspinner. Die Genitalien sehen denen der Gattung Coloradia ähnlich.
Die Raupen sind schwarz, dunkelrot oder dunkelbraun gefärbt, entwickeln jedoch mit zunehmendem Alter eine artspezifische Musterung. Die Fortsätze (Scoli) am Rücken des Hinterleibs bestehen aus kurzen Büscheln oder Gruppen von Stacheln, die keinen zentralen Schaft haben. Dies unterscheidet sie von den Raupen der nahe verwandten Gattung Automeris. Bei allen Arten sind Brennhaare ausgebildet.

## Vorkommen
Die Falter kommen vom Süden Kanadas, über den Westen und Südwesten der Vereinigten Staaten einschließlich des Great Basin bis nach Mexiko vor. Den Kern der Verbreitung bilden dort die Wüsten-, Chaparral- und Berggebiete. Auch wenn einige Arten selten sind, können sie lokal häufig auftreten. Im Allgemeinen sind die Populationen jener Arten, die die weiten und offenen Lebensräume des Great Basins und der Wüsten im Südwesten der Vereinigten Staaten bewohnen, weit verstreut, besitzen aber hohe Individuendichten.

## Lebensweise
Die Falter der meisten Arten fliegen schnell in einem unberechenbar ungleichmäßigen Flug umher. Werden die Tiere beim Sitzen in ihrer Ruhe gestört, heben sie ihre Flügel über den Rücken und krümmen den Hinterleib nach unten. Arten mit gelb und schwarz beringtem Hinterleib pulsieren zusätzlich mit diesem Körperteil, wodurch Ähnlichkeit mit wehrhaften Hautflüglern, zum Beispiel Wespen, entsteht (Müller’sche Mimikry).

### Flug- und Raupenzeiten
Die Imagines der meisten Arten fliegen im Sommer oder im Herbst. In hohen Lagen fliegen sie eher früher im Jahr und sind tagaktiv. Die wenigen nachtaktiven Arten findet man vor allem in den Wüstengebieten, wo sie im frühen Herbst fliegen, wenn die Abendtemperaturen noch hoch genug sind. Bei den meisten Arten überwintern die Eier, wobei dann die Raupen im März oder April schlüpfen. Bei einigen wenigen Arten schlüpfen die Raupen mit Beginn der Winterregenfälle im Süden Kaliforniens oder am Beginn der Sommerregenfälle im Südosten Arizonas. Die Falter der neuen Generation schlüpfen bei den meisten Arten wenige Monate nach der Verpuppung, ein Teil der Tiere kann aber als Puppe überwintern. Insbesondere bei den Wüstenarten ist bei Aufzuchten in Gefangenschaft dokumentiert, dass die Puppen zwei bis vier Jahre überliegen können, bis die Falter schlüpfen. Die Arten der eglanterina-Gruppe haben in den von ihnen besiedelten Lebensräumen hoher Berglagen mit nur kurzer Vegetationszeit einen zweijährigen Lebenszyklus. Die Eier überwintern im ersten Jahr, die Puppen im zweiten. Dieselben Arten entwickeln sich aber viel schneller, wenn man sie unter günstigeren Bedingungen aufzieht. Die Diapause wird jedoch durch die Tageslichtdauer und den dazu korrelierenden Hormonspiegel induziert.
Der Entwicklungszyklus, bei dem die Eier überwintern, ist vermutlich eine Anpassung an die kurze Vegetationsperiode in den besiedelten trockenen Lebensräumen. Die im Frühjahr schlüpfenden Raupen können sogleich Nahrung in idealer Qualität vorfinden. Sie beenden ihre Entwicklung vor dem heißen und trockenen Sommer und verbringen ihn im Puppenstadium, bevor die Falter im Herbst bzw. dem Spätsommer mit wieder milderen Temperaturen schlüpfen. Die Tagaktivität der Falter umgeht dabei auch die kalten Nachttemperaturen, die wiederum notwendig sind, um die Entwicklung der Eier zu unterbrechen.

### Nahrung der Raupen
Die wichtigsten Nahrungspflanzen der Raupen sind Rosengewächse (Rosaceae), Kreuzdorngewächse (Rhamnaceae), Weidengewächse (Salicaceae), Korbblütler (Asteraceae), Geißblattgewächse (Caprifoliaceae), Sumachgewächse (Anacardiaceae), Hülsenfrüchtler (Fabaceae), Süßgräser (Poaceae) und Knöterichgewächse (Polygonaceae), wobei je nach Art bzw. Spezies-Gruppe davon nur bestimmte Pflanzenfamilien gefressen werden. Die Arten, die trockene Lebensräume besiedeln, entwickeln sich an den dort dominierenden strauchigen Pflanzen.

## Entwicklung
Die Weibchen aller Arten legen ihre Eier in ringförmigen Gelegen um einen Ast oder einen Blütenstiel der Nahrungspflanzen ab. Bei den in Wüsten lebenden Arten, deren Nahrungspflanzen klein sind, umfassen die Gelege weniger als 24 Eier, bei an Sträuchern, Bäumen und krautigen Pflanzen fressenden Arten umfassen die Gelege 50 bis 200 Eier.
Anfangs fressen die Raupen gesellig eng beieinander sitzend. Wegen ihrer dunklen Färbung absorbieren sie effizient Sonnenstrahlung, und die dadurch erhöhte Körpertemperatur beschleunigt die physiologische Entwicklung insbesondere in höheren Berglagen. Die Raupen durchleben zumindest fünf Stadien, je nach Art und Nahrungspflanze können es auch sechs oder sieben sein. Nach dem vierten Stadium leben sie als Einzelgänger. Wenn diese Tiere gestört werden, ringeln sie sich ein und lassen sich zu Boden fallen. Die Raupen werden stark durch parasitoide Fliegen oder Hautflügler dezimiert. Manchmal sind bis zu 90 % der Raupenpopulation parasitiert. Die Verpuppung erfolgt bei allen Arten zwischen Pflanzenteilen am Boden oder in Grasbüscheln. Finden die Raupen jedoch lockere Erde vor, vergraben sich die meisten bis in eine Tiefe von 10 bis 20 Zentimeter.

## Taxonomie und Systematik
Die große Variabilität der Falter, insbesondere innerhalb der eglanterina-Gruppe, führte zur Beschreibung vieler Unterarten, die jedoch unter Berücksichtigung der hohen Variabilität, der Verbreitungsgebiete und deren Überschneidung in der Regel taxonomisch nicht haltbar sind.
Die Gattung wurde von manchen Autoren in vier Untergattungen unterteilt, zu denen die Aufteilung der Arten jedoch problematisch ist. Aus diesem Grund definieren Tuskes und Collins die Speziesgruppen tricolor,maia, electra, burnsi, chinatiensis und eglanterina, die die phylogenetische Verwandtschaft besser widerspiegeln sollen.
„The Global Lepidoptera Names Index“ des Natural History Museum listet folgende Arten der Gattung:
- Hemileuca tricolor (Packard, 1872)
- Hemileuca lex (Druce, 1897)
- Hemileuca hualapai (Neumoegen, 1883)
- Hemileuca rubridorsa Felder, 1874
- Hemileuca oliviae Cockerell, 1898
- Hemileuca sororius (H. Edwards, 1881)
- Hemileuca numa (Druce, 1897)
- Hemileuca mexicana (Druce, 1887)
- Hemileuca mania (Druce, 1897)
- Hemileuca dyari (Draudt, 1930)
- Hemileuca lares (Druce, 1897)
- Hemileuca maia (Drury, 1773)
- Hemileuca nevadensis Strech, 1872
- Hemileuca lucina H. Edwards, 1887
- Hemileuca grotei Hopffer, 1868
- Hemileuca diana Packard, 1874
- Hemileuca juno Packard, 1872
- Hemileuca electra Wright, 1884
- Hemileuca slosseri Peigler & Stone, 1989
- Hemileuca burnsi J.H. Watson, 1910
- Hemileuca neumoegeni (H. Edwards, 1881)
- Hemileuca chinatiensis (Tinkham, 1943)
- Hemileuca griffini Tuskes, 1978
- Hemileuca conwayae Peigler, 1985
- Hemileuca hera (Harris, 1841)
- Hemileuca nutalli (Strecker, 1875)
- Hemileuca eglanterina (Boisduval, 1852)

## Belege